# Billy King
Billy King (Edinburgh, 12 mei 1994) is een Schots betaald voetballer die doorgaans speelt als rechtsbuiten. In 2013 debuteerde hij in het eerste elftal van Heart of Midlothian FC.
King debuteerde op 30 januari 2013 voor Hearts FC in de thuiswedstrijd tegen Dundee FC. De wedstrijd werd met 1-0 gewonnen.
Zijn broer Adam is ook voetballer.